# 東川 (兵庫県)
東川（ひがしがわ、みたらしがわ）は、兵庫県西宮市に存在する二級河川。津門川とともに、東川水系に含まれる。
標高309.2mの甲山を水源としている。

## 歴史
古くから高潮や台風による浸水被害を受けてきたが、1935年の水害を契機に西宮市により河川改修されることになり、1950年から中小河川改修事業による改修が進められた。その後1989年9月、台風19号に刺激された秋雨前線による記録的な豪雨により、西宮市南部で大きな浸水被害が生じたため、河川激甚災害対策特別緊急事業により河口から上流約3.7kmの広田橋まで改修された。